# گرابووو (شهرستان کولنو)
گرابووو (به لهستانی:  Grabowo) یک روستا در لهستان است که در گمینا گرابووو واقع شده‌است. گرابووو ۸۰۰ نفر جمعیت دارد.